# Коханець мого чоловіка
«Коханець мого чоловіка» (англ. My Husband's Lover) — філіппінський телесеріал 2013 року виробництва телекомпанії GMA Network. У головних ролях Денніс Трілло, Том Родрігес та Карла Абеліана.

## У ролях
- Денніс Трілло — Ерік дель Мундо
- Том Родрігес — Вінсент Соріано
- Карла Абеліана — Лаллі Агатеп-Соріано